# Grönstjärtad sångtangara
Grönstjärtad sångtangara (Microligea palustris) är en fågel i familjen sångtangaror inom ordningen tättingar. Den förekommer, liksom resten av familjen, endast på ön Hispaniola i Västindien.

## Utseende och läte
Grönstjärtad sångtangara är en liten tätting med mjukgrått på huvud och undersida, tydligt kontrasterande med olivgrönt på rygg och vingar. Den liknar vitvingad sångtangara, men är grå istället för vit under, har röda ögon och saknar vitt på vingar och stjärt. Sången består av en serie ljudliga och vassa ”tsip”. Bland lätena hörs högljudda gnissliga toner och raspigt grälande ljud.

## Utbredning och systematik
Grönstjärtad sångtangara delas in i två underarter med följande utbredning:
- Microligea palustris palustris – förekommer i högre områden på Hispaniola
- Microligea palustris vasta – förekommer i torra skogar på låglandet i sydvästra Dominikanska republiken och Beata Island

Grönstjärtad sångtangara placeras som enda art i släktet Microligea. Tidigare placerades den i familjen skogssångare (Parulidae) och kallades tidigare på svenska just grönstjärtad skogssångare. DNA-studier visar dock att den tillhör en helt egen utvecklingslinje tillsammans med några andra arter skogssångare och tangaror som alla enbart förekommer i Västindien. Numera förs den därför till den nyskapade familjen sångtangaror (Phaenicophilidae).

## Levnadssätt
Grönstjärtad sångtangara hittas i bergsbelägna buskmarker, vanligen i eller intill skog. Den är en skygg fågel som vanligen ses enstaka, endast sällan i artblandade flockar.

## Status
Arten har ett begränsat utbredningsområde och tros minska i antal. IUCN kategoriserar den dock som livskraftig.